# Stefan Funken

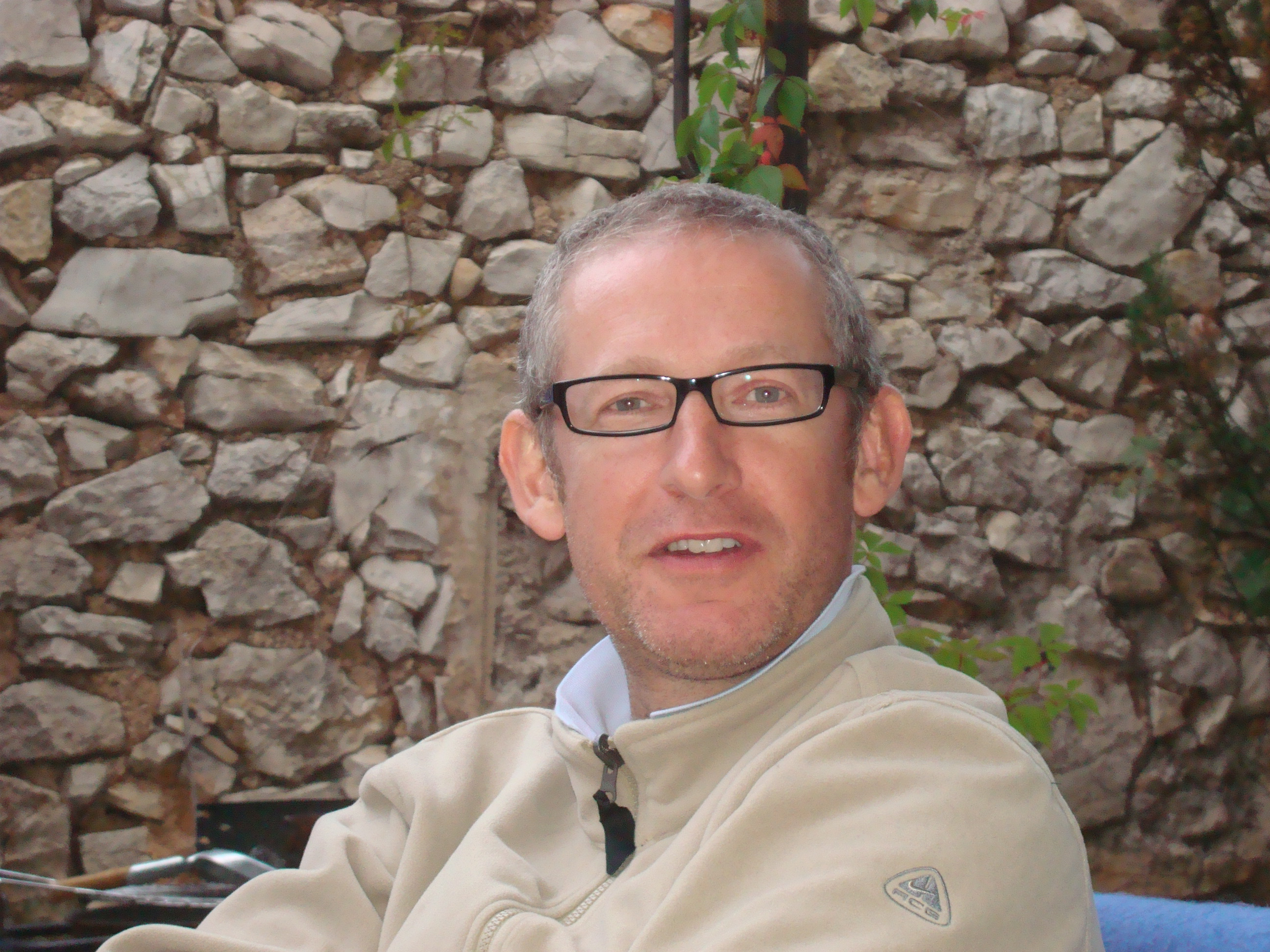
Stefan Funken, 2012

Stefan Funken (* 16. Februar 1966 in Schiefbahn, jetzt Willich) ist ein deutscher Mathematiker.

## Werdegang
Funken machte 1982–1986 eine Ausbildung zum Energieanlagenelektroniker beim RWE, anschließend 1986 bis 1988 Abitur über den zweiten Bildungsweg am Friedrich-Spee-Kolleg in Neuss.
Funken studierte ab 1988 Mathematik in London und Hannover, wo er 1996 bei Ernst P. Stephan mit der Dissertation „Schnelle Lösungsverfahren für FEM-BEM Kopplungsgleichungen“ promoviert wurde. Anschließend arbeitete Funken als wissenschaftlicher Assistent von Carsten Carstensen an der Universität Kiel und der Humboldt-Universität zu Berlin. In den Jahren 2000–2002 übernahm er Vertretungsprofessuren für Mathematik an der Ludwig-Maximilians-Universität München und der Friedrich-Alexander-Universität Erlangen-Nürnberg. Danach erfolgte die Habilitation 2002 an der Mathematisch-Naturwissenschaftlichen Fakultät der Universität Kiel über „Beiträge zur A-posteriori-Fehlerabschätzung bei der numerischen Behandlung elliptischer partieller Differentialgleichungen“. Außerdem nahm er im Jahr 2002 eine Stelle als Support- und Produktmanager bei FEMLAB (heute COMSOL Multiphysics) an, gefolgt von einer Lecturer-Position an der Brunel University in London.
Funken arbeitet auf dem Gebiet der numerischen Mathematik und hat wissenschaftliche Forschungsbeiträge auf dem Gebiet der finiten Elemente, der Randelemente und der effizienten Realisierungen u. a. Matlab, Python und C++ vorgelegt.
Seit 2005 ist Funken Professor für Numerische Analysis am Institut für Numerische Mathematik der Universität Ulm, dessen stellvertretende Leitung er innehat. Sein Forschungsschwerpunkt liegt in der Entwicklung und Analyse von Diskretisierungsverfahren für Systeme partieller Differential- und Integralgleichungen.
Seit 2018 betreibt er zudem den YouTube-Kanal Mathe? Logisch!, welcher 497 Abonnenten besitzt (Stand: Januar  2023).
Stefan Funken ist verheiratet und hat vier Kinder.

## Publikationen (Auswahl)
- Schnelle Lösungsverfahren für FEM-BEM Kopplungsgleichungen. Dissertation, Universität Hannover 1997
- mit J. Alberty und C. Carstensen: Remarks around 50 lines of Matlab: short finite element implementation. In: Numerical Algorithms. 20, 1999, S. 117–1377.
- mit C. Carstensen: Fully reliable localised error control in the fem. In: SIAM journal on scientific computing. 21, 2000, S. 1465–1484.
- Beiträge zur A-posteriori-Fehlerabschätzung bei der numerischen Behandlung elliptischer partieller Differentialgleichungen: Theorie, Numerik und Anwendungen. Habilitationsschrift, Universität Kiel 2002.
- mit C. Carstensen, W. Hackbusch, R.W. Hoppe und P. Monk: Computational Electromagnetics. Springer, 2003, ISBN 3-540-44392-4.